# Дарда Володимир Іванович
Володимир Іванович Дарда (6 жовтня 1924, Скопці — 17 липня 1992) — український письменник, поет, громадський діяч, член Спілки письменників СРСР з 1983 року.

## Біографія
Народився 6 жовтня 1924 року у селі Скопцях (нині Веселинівка Баришівського району Київської області) в родині вчителів. Батько викладав математику, а мати — українську мову.
Учасник радянсько-німецької війни. Нагороджений орденом Вітчизняної війни 2-го ступеня.
Помер 17 липня 1992 року. Похований в Києві на Лук'янівському цвинтарі (ділянка №43).

## Творчість
Друкуватися почав з 1958 року. Окремими видання вийшло близько 20 книг. Серед них:
- «Земля, яку сходив Тарас»;
- «Його кохана» (1964);
- «Повернення з пекла»;
- «Безодня серця» (1972);
- «Сніг на зелене листя» (1978);
- «Переяславські дзвони» (1990);
- «Не забувай» (1991) — збірка віршів.